# Słowacystyka
Słowacystyka – dział nauki zajmujący się literaturą i historią Słowacji oraz językiem słowackim. Stanowi część slawistyki.